# Heterocaprella clavigera
Heterocaprella clavigera is een vlokreeftensoort uit de familie van de Caprellidae. De wetenschappelijke naam van de soort is voor het eerst geldig gepubliceerd in 1976 door Arimoto.